# Kostel svaté Barbory (Otovice)
Kostel svaté Barbory je římskokatolický kostel v Otovicích v okrese Náchod v Královéhradeckém kraji.. Patří do broumovské skupiny barokních kostelů. Je chráněn jako kulturní památka a od 1. července 2022 také jako národní kulturní památka.

## Historie
Na místě dnešního kostela stával původně kostel dřevěný, vybudovaný pravděpodobně již v 15. století a rozšířený v roce 1677. Tento kostel náležel jako filiální ke kostelu svatého Jiří a svatého Martina  v Martínkovicích. Nový barokní kostel dal v Otovicích postavit opat broumovského kláštera Otmar Daniel Zinke. Autorem kostela je patrně Kilián Ignác Dientzenhofer, který jej mezi roky 1725 až 1727 postavil podle plánů svého otce Kryštofa Dientzenhofera.
V rámci Programu záchrany architektonického dědictví bylo v letech 1995–2014 na opravu památky čerpáno 1 000 000 Kč (450 tisíc korun v roce 2013 a 550 tisíc korun v roce 2014.

## Architektura
Loď kostela je oválného půdorysu se sedmi půlkruhovými kaplemi včetně kněžiště. Hlavní vchod je v plochém západním průčelí zakončeném trojbokým štítem. Nad vchodem je monogram opata Otmara Zinkeho s letopočtem 1726. Kostel nemá věž, pouze malý sanktusník.

## Interiér
Interiér je členěn osmi pilastry bez patek. Strop je rovný. Kruchta má dřevěnou balustrádu.

## Inventář
Nejcennější z inventáře je oltář v jižní střední kapli, který býval oltářem hlavním.

## Bohoslužby
V kostele se nekonají pravidelné bohoslužby.

## Galerie

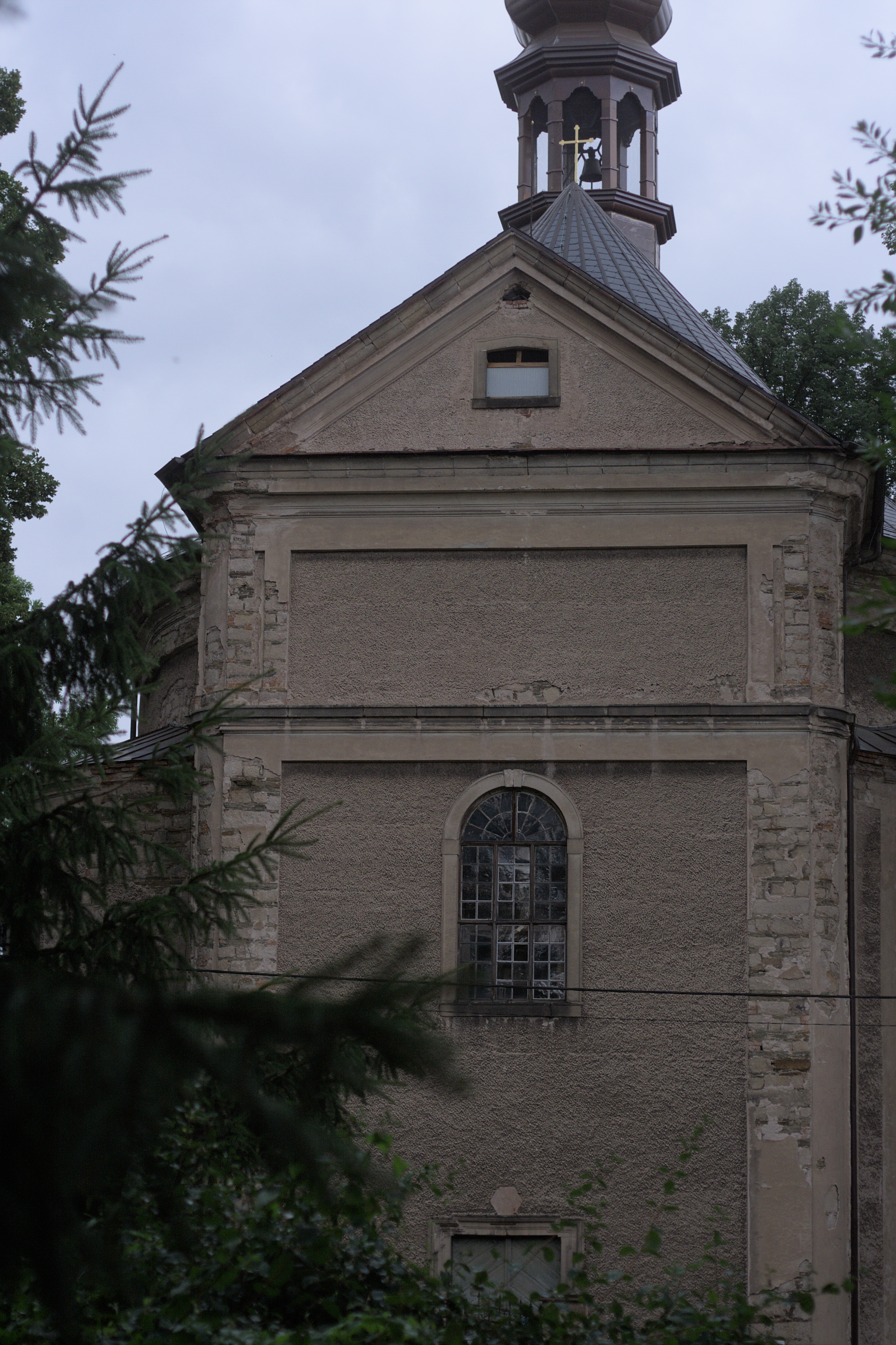
Průčelí
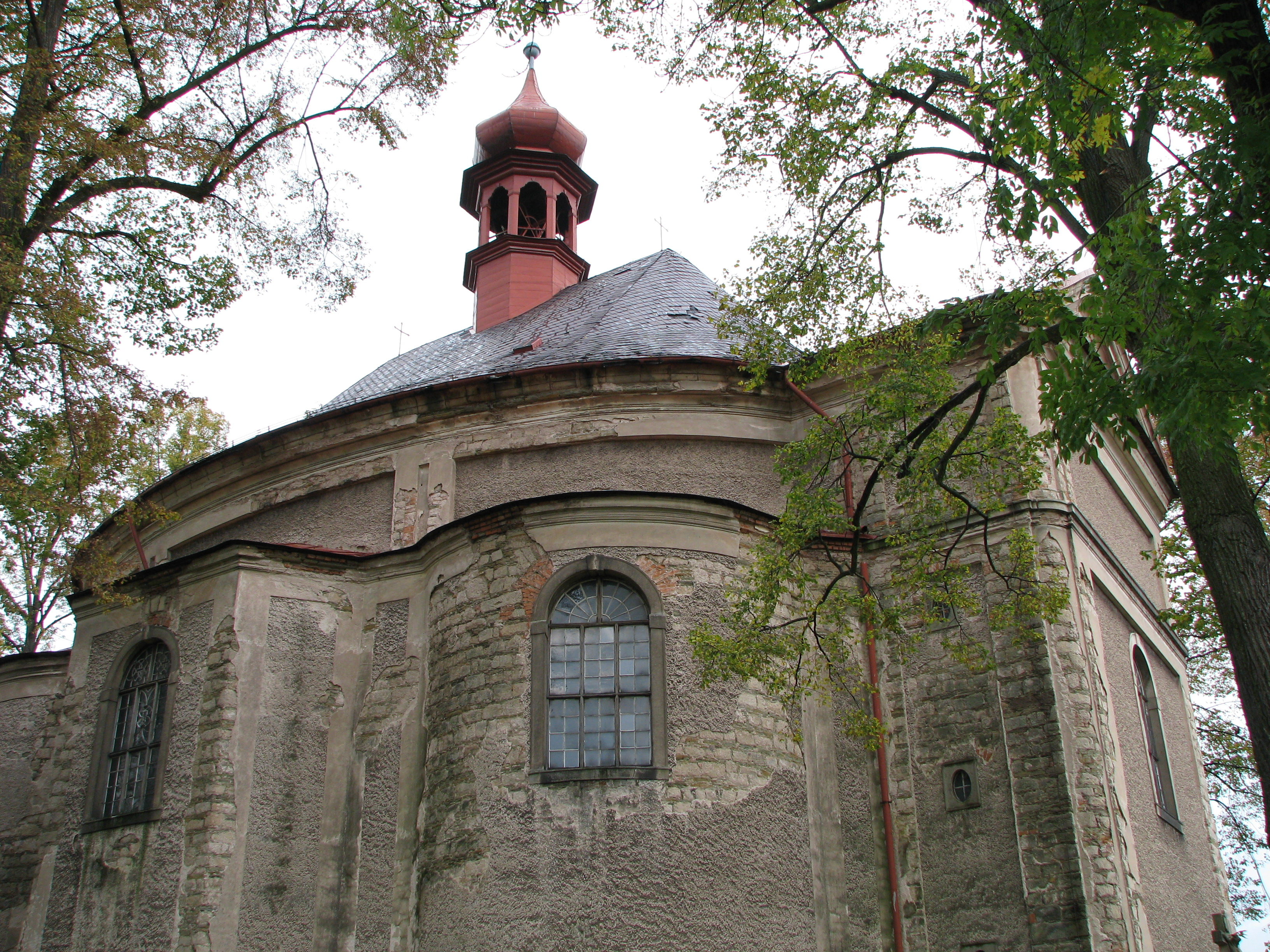
Kostel
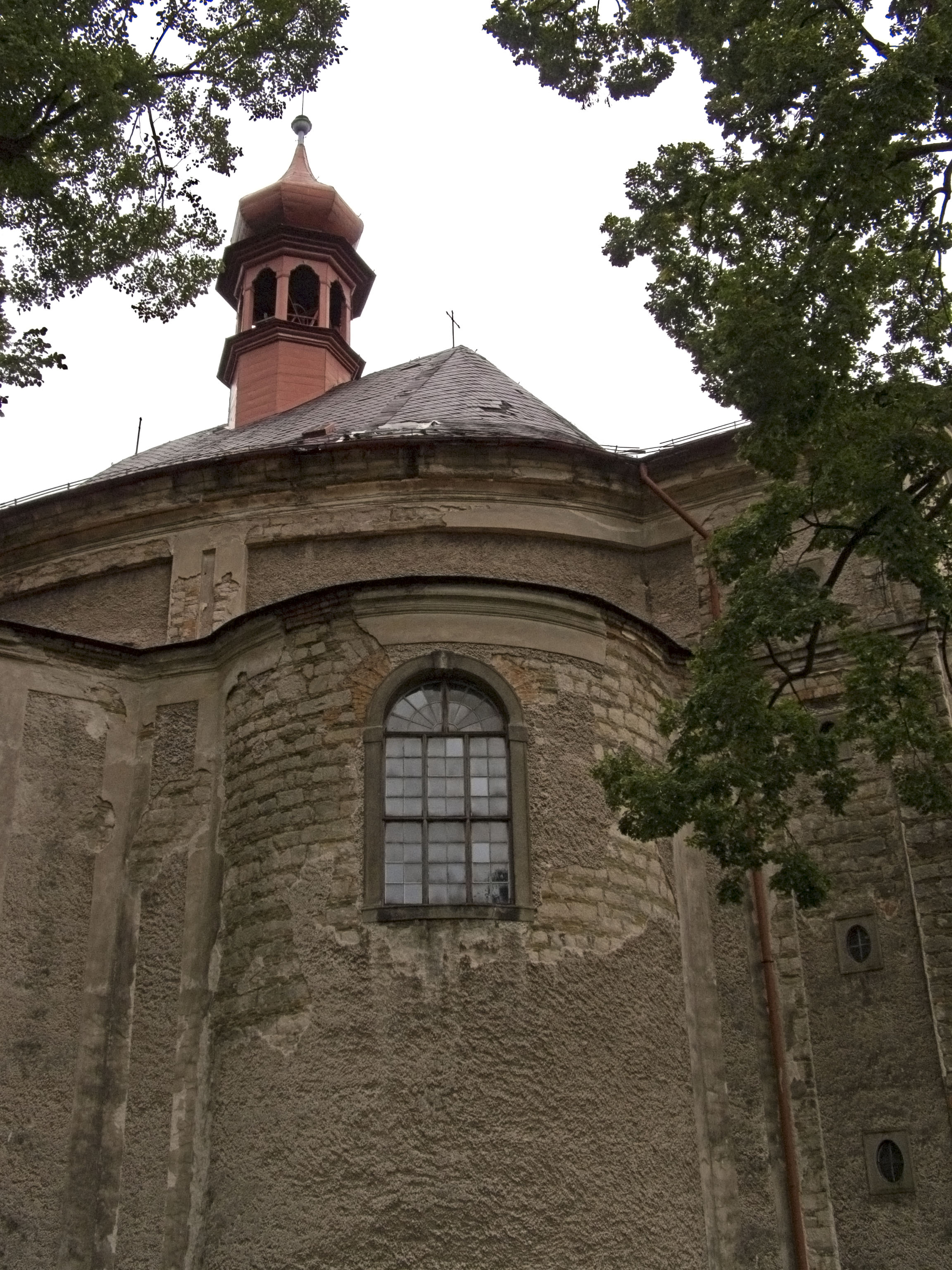
Okno a věž
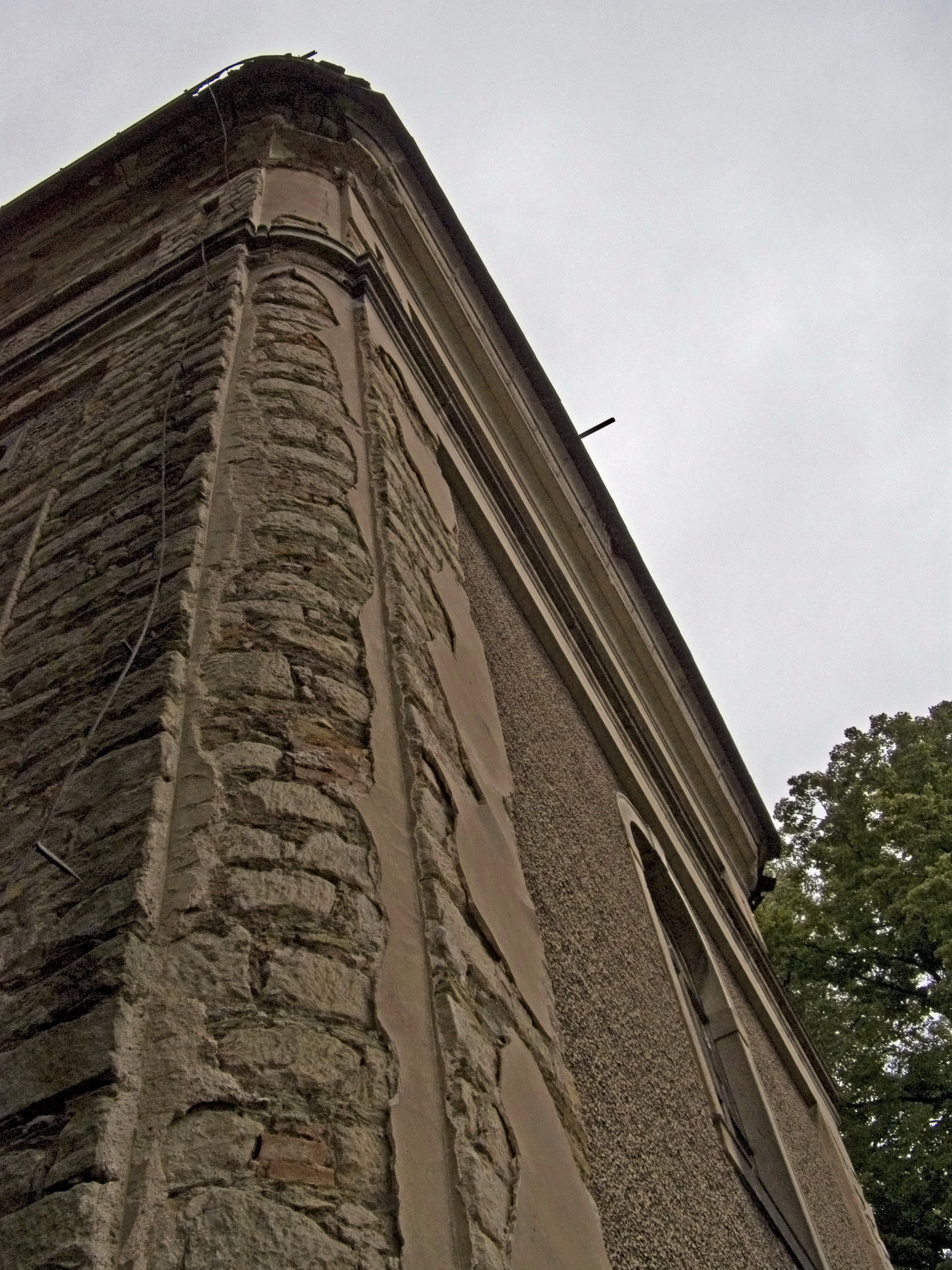
Detail
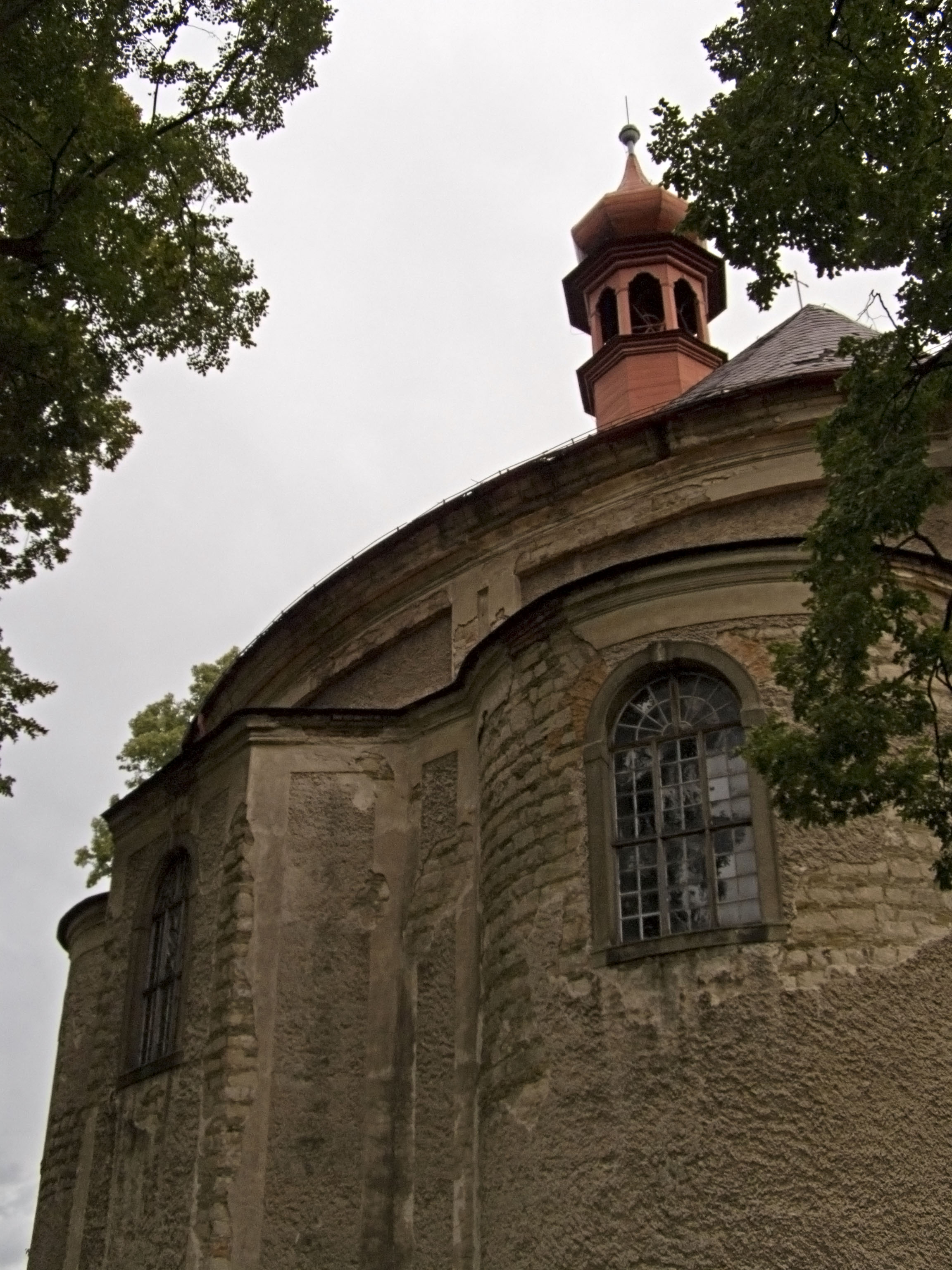
Detail
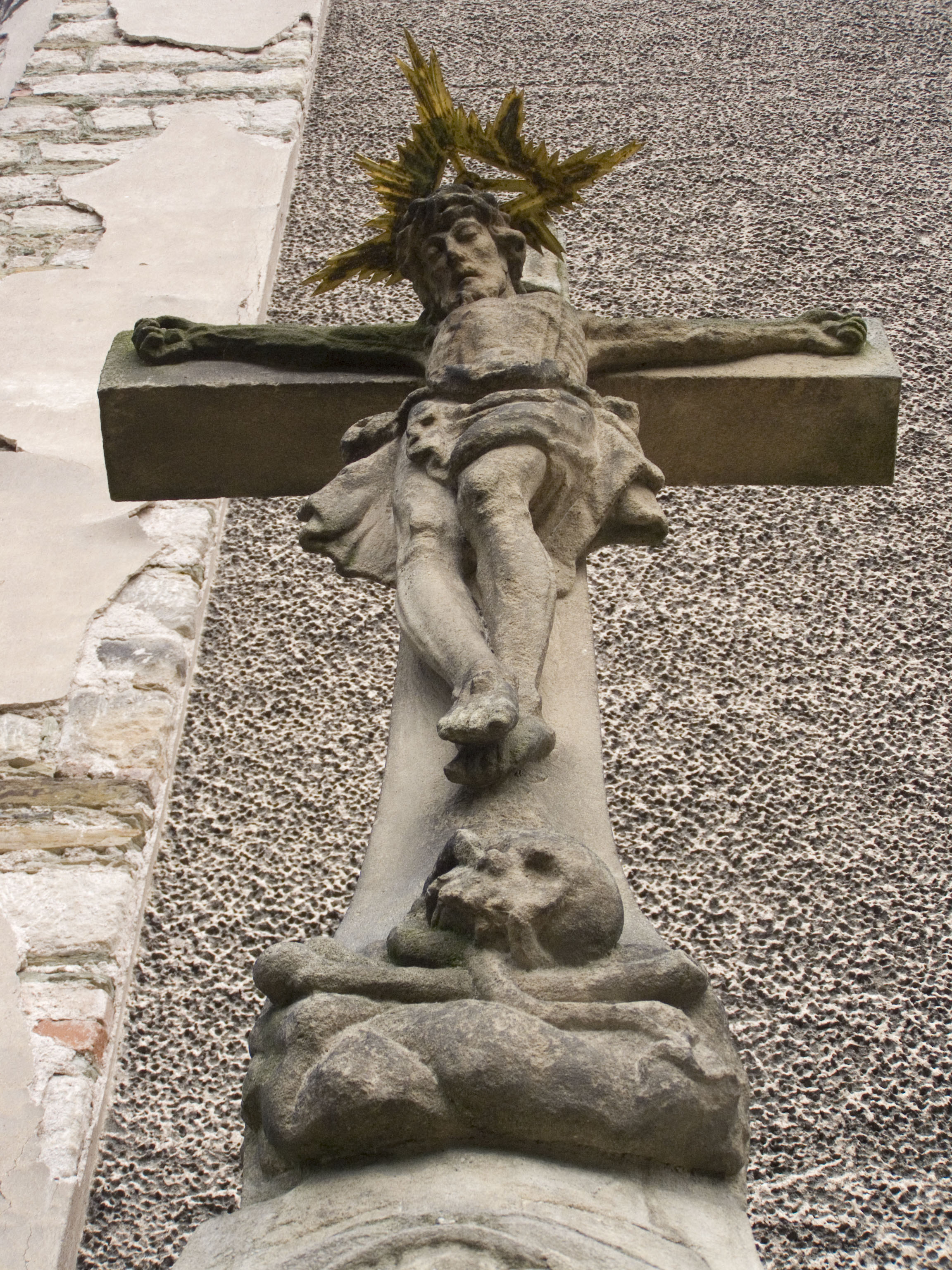
Kříž
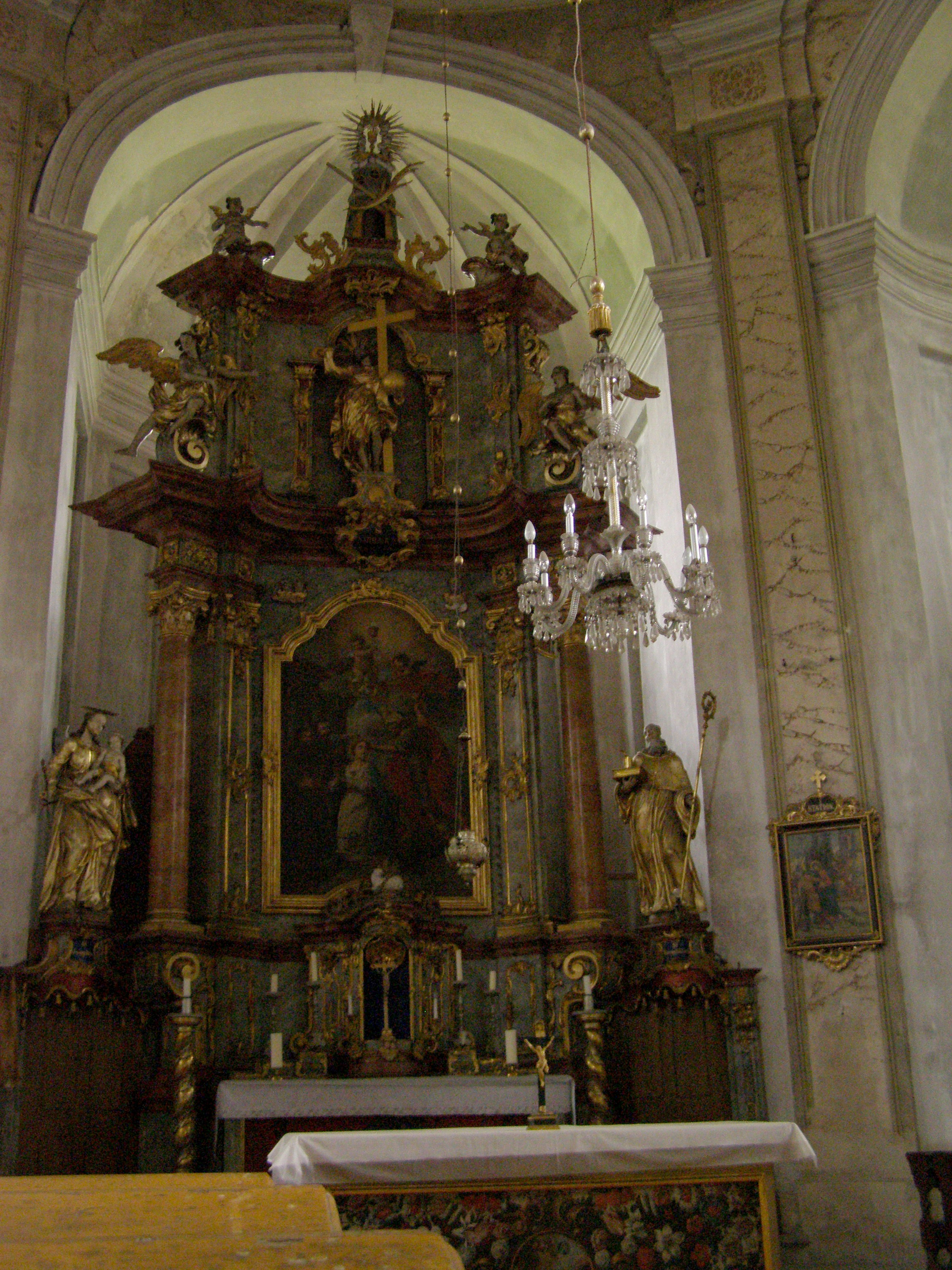
Hlavní oltář
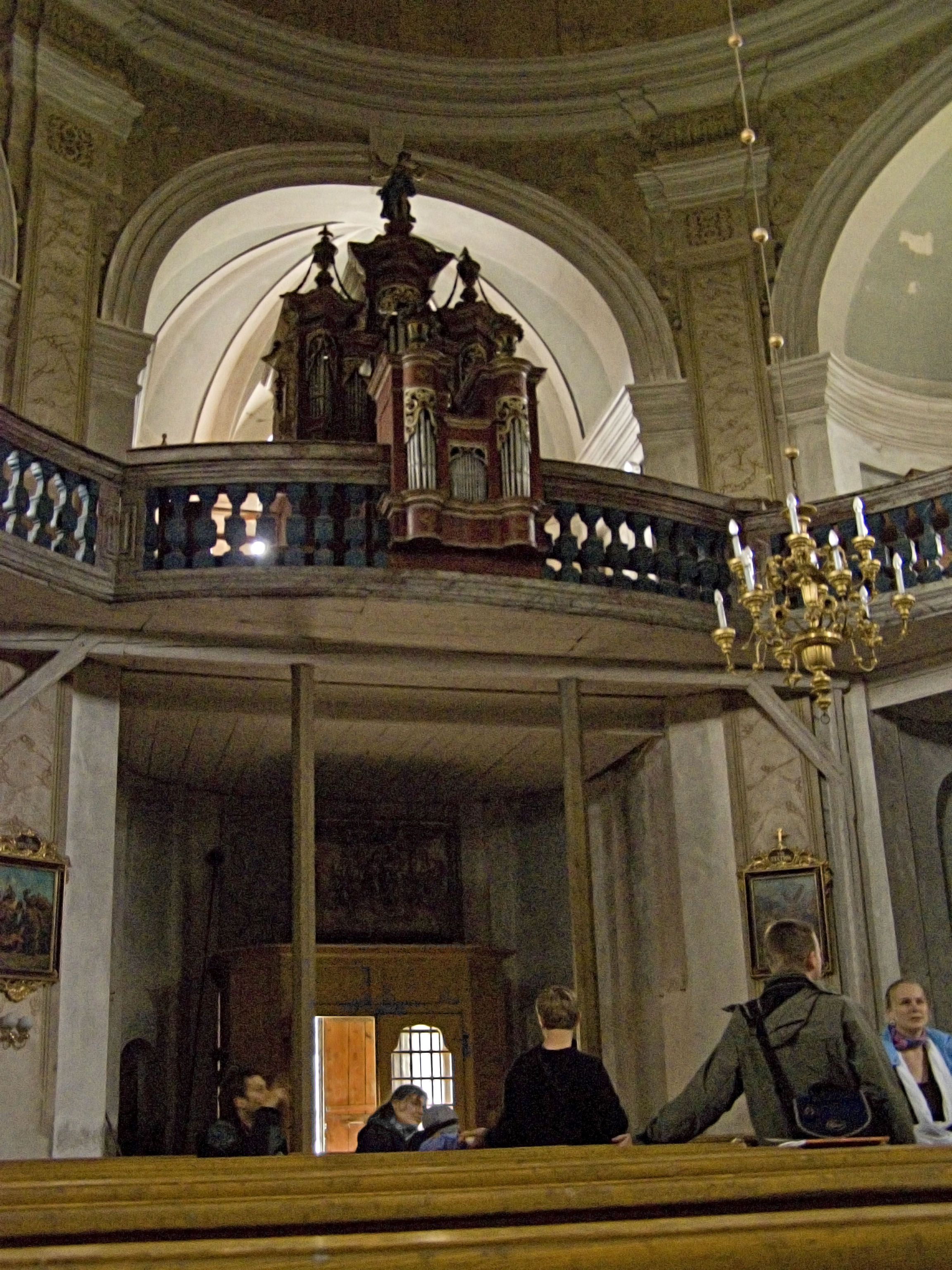
Varhany
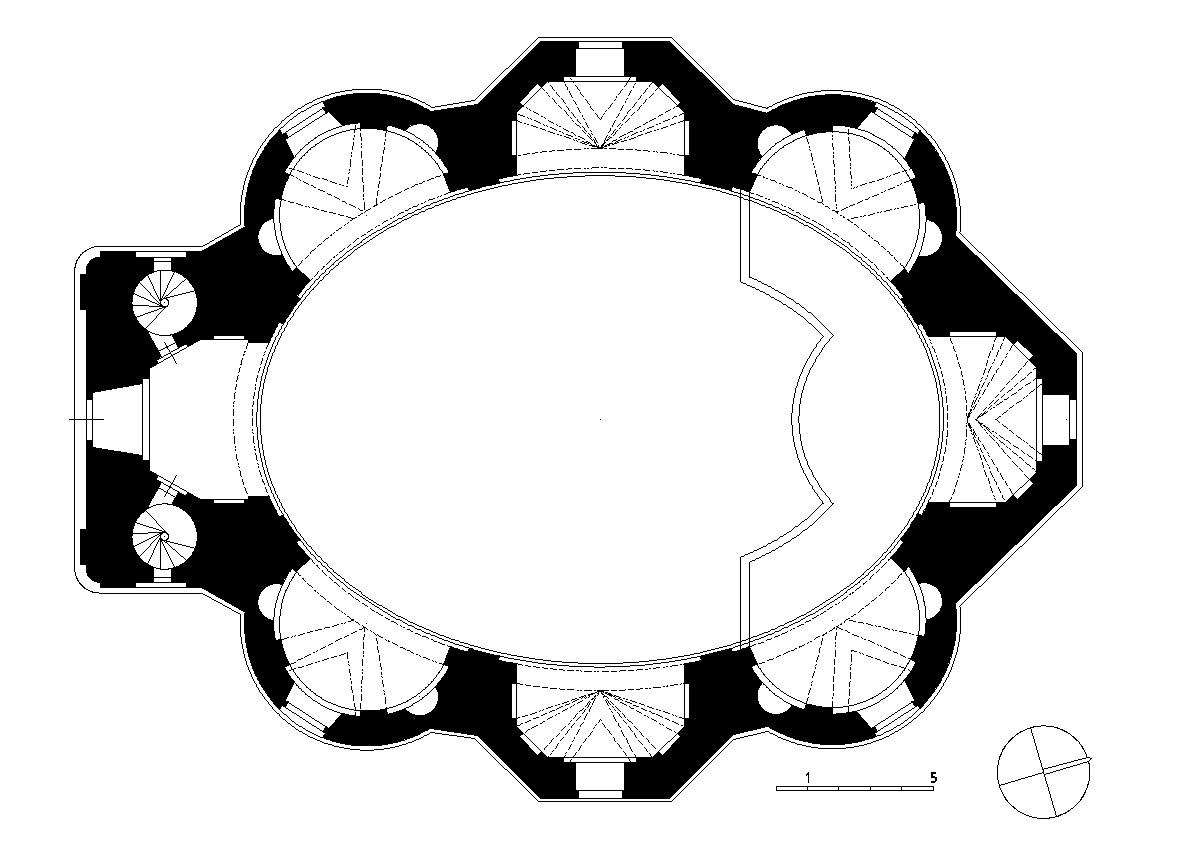
Půdorys